# Nyctiprogne leucopyga
El añapero colibandeado, añapero enano, añapero cola bandeada, añapero cola blanca, añapero faja blanca, chotacabras coliblanco, chotacabras de cola bandeada o aguaitacamino coliblanco (Nyctiprogne leucopyga),  es una especie de atajacaminos de la familia de las Caprimulgidae. Se le encuentra en Bolivia, Brasil, Colombia, Ecuador, Guayana, Guyana, Paraguay, Perú, y Venezuela.
Sus hábitats son llanuras anegadizas subtropicales o tropicales, bosques, ríos, y bañados.